# 588 TCN
588 TCN là một năm trong lịch La Mã.